# Manniella gustavi
Manniella gustavi är en orkidéart som beskrevs av Heinrich Gustav Reichenbach. Manniella gustavi ingår i släktet Manniella och familjen orkidéer. Inga underarter finns listade i Catalogue of Life.